# Macrinus pollexensis
Macrinus pollexensis là một loài nhện trong họ Sparassidae.
Loài này thuộc chi Macrinus. Macrinus pollexensis được Ehrenfried Schenkel-Haas miêu tả năm 1953.